# Javier Ramos
Javier Ramos  (Castellón, 1974) es novelista y dramaturgo y ha recalado también en otros géneros literarios como la poesía, el relato e incluso el guion cinematográfico.

## Obras

### Novela
- El Retraso de los Mares (Valencia, 1999)
- El señor Gro y la hija de la viuda Stern (Editorial Verbum, 2018)

### Teatro
- Convocatoria de Casting (VeuAdins Teatre, 2008)
- Construyendo a Verónica (Festival VEO / Bramant Teatre, 2006.  Finalista Premios MAX 2007 Mejor Obra de Teatro, Premi Abril 2007 Millor Text Teatral, Candidat Premi Millor Text de les Arts Escéniques de Teatres de la Generalitat Valenciana 2007)
- Otra Sangre (VeuAdins Teatre, 2006)
- Guion (Festival Veo / Teatres de la Generalitat Valenciana 2005.  Premi Ciutat de Valencia de Teatre 2003)
- El dia de les bones persones (Cía La Manflota / VeuAdins Teatre, 2005)
- Taxímetros (VeuAdins Teatre, 2004)
- Fragmentos de la Víscera Exquisita (Cía Metrópoli X, Barcelona, 2002).

## Premios
- Ciudad de Valencia de Teatro (Valencia, 2003)
- Vicente Blasco Ibáñez de Novela (Valencia, 1999)
- Internacional Cinc Segles de Relats (Universitat de València, 1999)
- IV Premio Internacional "Novelas Ejemplares" de Narrativa (Ciudad Real, 2018)